# Fàbrica del Carrer de Pedret
La Fàbrica del Carrer de Pedret és un edifici de Girona inclòs a l'Inventari del Patrimoni Arquitectònic de Catalunya.

## Descripció
Damunt un mur de contenció de pedra vista s'aixeca un conjunt d'edificis envoltat de la via del tren a la part posterior i de jardí al davant. De planta en L, es diferencien dues parts. Un cos de planta baixa i dos pisos més alts i prop de l'accés, de façanes de composició seriada i simètriques. L'altre cos és més baix, formant la L i provocant l'entrada en el punt d'unió amb l'anterior. De composició similar, de planta baixa i un pis. El cap de la L dona a la carretera amb façana de composició similar. Les façanes es clouen amb cornises de motllures. El cos més alt ens mostra, en façana, el frontó del teulat de carener perpendicular a façana.